# Pterobryopsis burmensis
Pterobryopsis burmensis là một loài rêu trong họ Pterobryaceae. Loài này được E.B. Bartram mô tả khoa học đầu tiên năm 1954.